# Highlander: Endgame
Highlander: Endgame è un film del 2000 diretto da Douglas Aarniokoski.
È la quarta uscita della saga fantasy iniziata con Highlander - L'ultimo immortale e rappresenta il sequel diretto tanto della serie cinematografica quanto della serie televisiva Highlander. Il film è interpretato da Adrian Paul (Duncan MacLeod), il protagonista della serie televisiva, e Christopher Lambert (Connor MacLeod), protagonista dei film precedenti. Il film è stato distribuito in Italia direttamente in home video con il titolo originale, mentre in TV è stato inizialmente trasmesso con il titolo Highlander - Scontro finale.

## Trama
New York, 1991. Quattro anni dopo la sconfitta del Kurgan, Connor MacLeod promette di preservare le conoscenze umane e aiutare l'umanità da malvagi Immortali. Due anni dopo la morte in un incidente stradale della moglie Brenda Wyatt (poi deceduta definitivamente in ospedale), Connor e il suo allievo, Duncan, arrivato in viaggio da Parigi su sua richiesta, si incontrano. Quest'ultimo avverte Connor di una strana presenza che incombe su di loro. Questa volta i due immortali dovranno fronteggiare un nuovo temibile nemico, Jacob Kell, ritenuto dagli Immortali stessi come il più malvagio e potente che essi potessero incontrare.
Rachel Ellenstein muore per mano di un vecchio nemico di Connor, Jacob Kell. Connor si ricorderà attraverso dei flashback (dell'anno 1555) che egli era il figlio adottivo del prete che causò la morte della madre 400 anni prima, durante l'esilio di Connor ritenuto dai suoi parenti un demone. Connor allora per la rabbia ucciderà a sua volta il padre spirituale di Kell e durante la battaglia Kell stesso che risvegliatosi immortale nei secoli futuri proverà un forte risentimento agognando la vendetta.
Disperato per la perdita della sua figlia adottiva, Rachel, Connor si rinchiude in un monastero prigione adibito dagli Osservatori per quegli Immortali che vogliono sottrarsi alle continue lotte; in questa prigione chiamata "il Santuario", Kell fa irruzione insieme alla sua banda di Immortali e uccide tutti tranne Connor, per prolungare i suoi propositi di vendetta nei suoi confronti. Nel frattempo con la scomparsa di Connor, Duncan arrivato a New York si scontrerà con la banda di Kell guidata da Kate Devaney, suo antico amore, salvandosi per miracolo.
Connor, ormai senza speranze perché conscio che le sue capacità non sono sufficienti per sconfiggere Kell, costringerà il suo fidato allievo Duncan ad un duello tra di loro, per fare in maniera che uno dei due, preferenzialmente Duncan, possa assorbire la reminiscenza per diventare più forte e sconfiggere il comune nemico. Duncan con grossa tristezza decapiterà il suo maestro per adempiere alla missione.
Ha inizio così lo scontro finale tra Duncan MacLeod e Jacob Kell. Dopo un'estenuante lotta all'ultimo sangue, Duncan ucciderà il suo nemico con l'aiuto dello spirito di Connor. Egli ora è dotato di una misteriosa capacità di condizionare positivamente gli avvenimenti sulla Terra.
Successivamente riporterà il corpo del suo defunto maestro Connor in Scozia sulle Highlands, insieme alla prima moglie di quest'ultimo, Heather. Duncan rincontra la sua amata Kate, precedentemente parte della banda di Kell.

## Produzione
Highlander: Endgame è l'ultimo capitolo in cui appare l'attore Christopher Lambert sulla serie cinematografica "Highlander".

### Riprese
Le riprese sono durate dal 22 ottobre 1999 al 7 marzo 2000; il film è stato girato tra New York, Glencoe (Scozia) e Kildare (Irlanda). Il costo della produzione è stato di circa 25 milioni di dollari.

## Promozione
In un trailer diffuso dalla produzione Miramax Films, appaiono delle sequenze che mostrano Jacob Kell con particolari abilità ad esempio la capacità di bloccare una spada a mezz'aria con una sorta di campo di forza o quella di clonarsi. Nessuna di queste scene è stata inserita nella versione distribuita del film. I produttori e lo studio cinematografico non hanno fornito alcuna spiegazione per la natura di queste scene, solamente che questi scatti non sono mai stati destinati al film, ma che sono stati girati esclusivamente per il trailer.

## Distribuzione
Il film è uscito il 1º settembre 2000 negli Stati Uniti, mentre in Italia è stato distribuito direttamente in DVD a partire da luglio 2001.

## Accoglienza

### Incassi
Nel primo weekend di apertura il film ha incassato 6.223.330 US$, mentre l'incasso totale del film è stato di 15.800.000 US$.

## Colonna sonora
La colonna sonora del film è pressoché la stessa del film Highlander 3;  nei titoli di coda riappare il brano Bonny Portmore di Loreena McKennitt, questa volta riarrangiato in una versione differente dall'originale.

## Personaggi
- Nel film appare l'Immortale più vecchio (ha più di 5000 anni) Methos, interpretato da Peter Wingfield, lo stesso che appare nei telefilm della serie televisiva Highlander.
- Durante una scena del film appare l'attore cinese Donnie Yen che interpreta l'immortale Jing Ke, personaggio a metà tra realtà e leggenda, che fu un servitore di un antico imperatore cinese; nel film fa parte dei tirapiedi (il più forte e il meno cattivo) di Jacob Kell.

## Rapporti con la serie di film originale
Questo film si dovrebbe teoricamente inserire nel finale del primo Highlander - L'ultimo immortale, ma differisce in un punto: nel finale del primo film Connor uccide il Kurgan e ormai rimasto l'ultimo Immortale, ottiene la Ricompensa. A quel punto lascia New York e torna in Scozia con Brenda. In Endgame, invece, Connor dopo aver assistito alla morte di Brenda, deceduta da due anni in un incidente stradale. Nel 1991 torna nel suo negozio di antichità (dopo l'incontro con l'amico e allievo Duncan MacLeod) e impotente vede la morte di Rachel e a quel punto decide di ritirarsi dal mondo e andare nel "santuario". Questo film, quindi, va ad inserirsi nella Continuity della serie (che esclude totalmente l'esistenza del secondo e del terzo film che hanno come protagonista sempre Christopher Lambert) che è iniziata con la serie televisiva Highlander (con protagonista Duncan MacLeod, in cui Connor appare nel primo episodio) e che era proseguita, oltre appunto che con Endgame, anche con molto altro materiale (non esistente in versione italiana), ovvero: la serie televisiva Highlander: The Raven, romanzi, racconti, fumetti, e due serie di audiobook (nelle storie narrate in tutte queste produzioni a volte è presente anche Connor MacLeod, in alcuni casi come protagonista).